# Desaparición de la familia Godard
La desaparición de la familia Godard (también conocida como el asunto Godard), involucró la desaparición del médico francés Yves Godard, su segunda esposa y sus dos hijos en septiembre de 1999. Poco a poco se descubrieron indicios del misterio: se encontraron rastros de sangre en la casa familiar cerca de Juvigny-sur-Seulles en Calvados, Baja Normandía. Luego se estableció que Godard y sus dos hijos partieron en un velero alquilado en Saint-Malo, Bretaña, unos días antes del descubrimiento de la sangre. Durante los años siguientes, se encontraron varios objetos en la costa norte de Bretaña o en el mar: un bote salvavidas, documentos de identidad, tarjetas de crédito, el cráneo de uno de los niños Godard y, finalmente, los huesos del propio Godard. El caso se cerró el 14 de septiembre de 2012. 

## Cronología

### Desaparición de la familia Godard.
El lunes 30 de agosto de 1999, Yves Godard, un médico y acupunturista de 43 años, vio a sus pacientes por última vez en Caen, Francia. Al día siguiente, Godard canceló sus consultas, ordenó los asuntos de su práctica y llevó a sus hijos a pescar a unos estanques en Planquery, a 16 kilómetros al oeste de Juvigny. El 1 de septiembre, inició un viaje en un velero Jeanneau Sun Oddysey 30, el Nick, desde el pontón E en el puerto de Saint-Malo. Sus hijos también estaban a bordo: Camille (6) y Marius (4). Su esposa, Marie-France, no estaba en el bote con ellos. Le dijo al dueño del Nick que quería ir a un crucero hasta Perros-Guirec y que  regresaría el 5 de septiembre. Yves Godard compró productos de limpieza y paños en Saint-Malo antes de zarpar, y los dejó en su camioneta Volkswagen Camper, que había estacionado en el puerto.  
El 2 de septiembre, los funcionarios de aduanas franceses inspeccionaron al Nick entre Cap d' Erquy y Cap Fréhel. Fue una inspección de rutina, y los oficiales vieron que uno de los niños dormía dentro del bote. El Nick continuó su viaje sin usar el motor una vez que el viento se levantó. Uno de los funcionarios de aduanas estaba intrigado por el comportamiento de Godard y verificó su historia con el propietario del barco en Saint-Malo.
Después de la inspección, el barco de Godard parece que permaneció unos días cerca de la Bahía de Bréhec, entre Plouha y Plouézec. Varios testigos en Bréhec vieron al Nick entre el 2 y el 5 de septiembre. Entre ellos había un vendedor de gofres en el pequeño puerto, que testificó formalmente que Godard y sus hijos vinieron a comprarle gofres el 3 de septiembre.  Al día siguiente, el Nick fue visto por un par de caminantes cerca de la Pointe de Minard en Plouézec, aparentemente abandonado.  
El 5 de septiembre, el día en que se supone que el barco debía volver a Saint-Malo fue recuperado por un barco de pesca un pequeño bote neumático del Nick. El bote parecía haber sido abandonado a 30 millas náuticas (34.5 millas terrestres, 55.5 kilómetros) de la Île de Batz en el departamento de Finisterre. En el bote había una chaqueta y un talonario de cheques a nombre de Godard. Intrigada, la Gendarmería Marítima en Roscoff abrió una investigación sobre la desaparición. Godard aún no había regresado a Saint-Malo el 7 de septiembre, donde los investigadores encontraron rastros significativos de sangre y dosis de morfina en su camioneta.
Este descubrimiento obligó a llevar la investigación con más urgencia. El 8 de septiembre, los investigadores registraron la casa de la familia Godard en Juvigny, a 15 kilómetros (9.3 millas) al oeste de Caen, donde nuevamente encontraron rastros significativos de sangre en el baño, la sala de estar y el dormitorio de los padres. El 10 de septiembre, se abrió una investigación judicial de asesinato, con Godard considerado el principal sospechoso y sometido a una orden de arresto internacional . La investigación fue dirigida por el juez Gérard Zaug en la corte de Saint-Malo. El 16 de septiembre, la sangre encontrada en la furgoneta se identificó como la de Marie-France Godard, a quien nadie había visto desde el 31 de agosto.

### Artículos encontrados desde septiembre de 1999
El 16 de septiembre, once días después de que se descubriera el bote, unos marineros aficionados descubrieron un chaleco salvavidas perteneciente al Nick frente a las costas de las Islas del Canal de Guernsey y Aurigny. Una semana después, el 23 de septiembre, la balsa de supervivencia inflable del bote de Godard fue recuperada medio desinflada en una playa en Lyme Bay en Dorset, Inglaterra. Inusualmente, el toldo de lona de la balsa había sido cortado y faltaba.
Aunque los investigadores franceses se inclinaban hacia la teoría de que Godard había asesinado a su esposa y luego había huido, estos últimos descubrimientos trajeron el caos a la investigación. Según los expertos del Servicio Hidrográfico y Oceanográfico Naval francés, era imposible que estos artículos se encontraran en estos lugares como resultado de las corrientes oceánicas: tuvieron que haber sido dispersados deliberadamente. Además, el dispositivo de inflado de emergencia del bote se había desconectado. Según el fabricante, el bote solo podía haber permanecido inflado durante 72 horas después de que se quitara ese dispositivo.  
El 16 de enero de 2000, cuatro meses después de la desaparición de la familia Godard, apareció una bolsa de lona en una red de arrastre de pescadores en la costa de la Isla de Batz. Contenía numerosos efectos personales pertenecientes a todos los miembros de la familia: ropa, permisos de conducir, documentos de seguros, talonarios de cheques, todo el contenido del bolso de Marie-France Godard, binoculares y un martillo.
El 6 de junio de 2000, el bote de un recolector de conchas marinas arrojó sus redes a lo largo del lecho de la bahía de Saint-Brieuc, frente a la costa de Erquy. En medio de la noche en las redes apareció un fragmento de un cráneo humano que el pescador arrojó al agua. Cuatro horas después, apareció otra calavera que el pescador guardó. El análisis de ADN reveló que era el cráneo de Camille, la hija de Godard. analistas científicos de IFREMER concluyeron que el cráneo había estado en su ubicación desde al menos febrero de 2000. Esto parecía corroborar la teoría de que el Nick de alguna manera se hundió, llevándose la vida de sus tres pasajeros. El área en la que se encontró el cráneo de Camille, que está cerca de donde el Nick fue inspeccionado por los oficiales de aduanas el 2 de septiembre de 1999, fue rastreada por un buque cazador de minas de la Armada francesa, pero no se encontraron rastros del barco.
La investigación adquirió una nueva dimensión cuando la tarjeta de presentación comercial de Godard fue encontrada el domingo 11 de febrero de 2001 por un caminante en una playa en el archipiélago de Ébihans, en la costa de Saint-Jacut-de-la-Mer. El 22 de febrero, un residente de Saint-Jacut encontró una tarjeta bancaria con el nombre de Godard en la misma playa. Luego, el 24 de mayo, los caminantes encontraron una tarjeta de crédito, nuevamente en la misma playa. Los investigadores registraron minuciosamente la playa y el juez de instrucción ordenó a un dragaminas que examinara el fondo marino alrededor del archipiélago, pero nuevamente no se encontraron rastros del Nick. El 3 de junio, un buzo encontró otra tarjeta de crédito en la playa. Estos eventos llevaron a los investigadores a creer que Godard se detuvo en esta playa y vació el contenido de su billetera allí. Se realizaron más búsquedas en la playa, incluido el uso de un tractor para tamizar a través de la arena, pero no se encontraron más cosas de Godard o los efectos personales de su familia. Sin embargo, el 31 de julio, se encontró una quinta tarjeta de crédito en la playa. Todas estas tarjetas fueron analizadas en un laboratorio forense, cuyos expertos determinaron que no habían estado en el agua mucho tiempo antes de ser descubiertas, y por lo tanto no habían sido arrojadas al agua en septiembre de 1999. Es probable que fueran arrojadas allí en el agua una por una a principios de 2001. Los investigadores y el abogado de la familia de Marie-France Godard creen que fue obra de un cómplice que quería que pareciera que las muertes de Yves Godard y sus hijos fueron accidentales.
El 8 de agosto de 2003 fue encontrado en Saint-Brieuc Bay un maletín que se cree que pertenecía a Godard. Sin embargo, los investigadores nunca han confirmado su autenticidad, y es probable que fuera un engaño.
El 13 de septiembre de 2006, se encontraron huesos, un fémur y una tibia, pertenecientes a Godard en el fondo marino de Hurd's Deep, a 70 kilómetros (43,5 millas) al norte de Roscoff. El cazador de minas de la Armada francesa L'Aigle ('El águila') fue enviado a la zona para tratar de encontrar un rastro del velero, sin éxito. La confirmación de la muerte de Godard puso fin a un gran interés público en el caso, pero el misterio de la desaparición de su esposa, cuyo cuerpo nunca ha sido encontrado, y la muerte de Godard y Camille, así como la muy probable muerte de Marius, sigue sin resolverse: puede ser un drama familiar seguido de un suicidio encubierto o un accidente. Por lo tanto, el expediente judicial no se cerró de inmediato. El 14 de diciembre de 2008 se encontró en perfecto estado en la playa de Chapelle una tarjeta de seguro de plástico perteneciente a Godard, lo que provocó que los investigadores renovaran sus esfuerzos en el caso.  
En febrero de 2018, se encontró el cráneo de un niño en una playa en Plérin, lo que generó especulaciones de que podría ser el cráneo de Marius.

### Investigaciones y testigos.
En el otoño y el invierno de 1999, tras el descubrimiento de rastros significativos de la sangre de Marie-France Godard en la casa familiar de Juvigny, se realizaron búsquedas a gran escala en la región para encontrar su cuerpo. Estas búsquedas se suspendieron sin éxito a mediados de enero de 2000. Se reanudaron el 27 de enero de 2007, un mes después del anuncio de la muerte de Godard. Tras un aviso en una carta anónima, los investigadores registraron el almacén de un cementerio en Lingèvres, a menos de 5 kilómetros (3 millas) de la casa de Godard. Allí, encontraron huesos, que según la carta pertenecían a Marie-France Godard. Sin embargo, el análisis reveló que esto no era cierto. Un radiostesista de Normandía afirmó ser el autor de la carta anónima.
El 14 de octubre de 1999, el propietario de un hotel en la Isla de Man afirmó que Godard y sus hijos se habían quedado en su hotel entre el 7 y el 14 de septiembre. Esta fue la primera de una serie de declaraciones de testigos que colocaron a Godard y sus hijos en varios lugares de todo el mundo. También se reportaron avistamientos de él en la Isla de Lewis en Escocia, en Sudáfrica, en Miami y en Creta. A principios de mayo de 2000, las investigaciones realizadas en Madeira, donde Godard había abierto una cuenta bancaria, no arrojaron resultados. No había habido movimientos de fondos desde su desaparición. 
En 2011, Eric Lemasson publicó un libro, L'Assassinat du docteur Godard (El asesinato del Dr. Godard), que arroja luz sobre una nueva teoría sobre la existencia de razones financieras detrás de la desaparición, que incluye vínculos con la mafia. El libro destacó varios asesinatos de personas afiliadas al sindicato francés, la Confédération de défense des commerçants et artisans (Confederación para la Defensa de los Vendedores y Artesanos), en la que Godard desempeñó un papel muy activo como miembro.

### Caso cerrado
El 14 de septiembre de 2012, el juez de instrucción ordenó el cierre del caso. 
En su resumen, Alexandre de Bousschère, el Fiscal de Saint-Malo, declaró: "la única hipótesis que podemos excluir es que la desaparición de la familia fue un simple accidente de navegación" e "incluso si es la línea de investigación más probable, no podemos confirmar formalmente que Yves Godard asesinó a su familia: el caso se cierra sin que se presenten cargos".

## Documentales de radio y televisión
- La mystérieuse disparition du Docteur Godard, 30 de octubre de 2005 en Secrets d'actualité en M6 (traducción: 'La misteriosa desaparición del Dr. Godard').
- Disparition du docteur Godard: l'énigme, 11 de marzo y 17 de junio de 2009 en Enquêtes criminelles: le magazine des faits divers en W9.
- Asunto Yves Godard, 8 de enero de 2012 en Non élucidé eon France 2.
- Dispariciones de Mystérieuses, noviembre de 2000 en Faites entrer l'accusé, presentado por Christophe Hondelatte en Francia 2 (traducción: 'Desapariciones misteriosas').
- Le mystérieux docteur Godard, 22 y 28 de octubre, 1 y 12 de noviembre de 2010 en Affaires criminelles en NT1.
- Delitos, presentados por Jean-Marc Morandini, transmitidos los días 17 y 24 de febrero, 4 de marzo, 1, 8, 16 y 28 de septiembre de 2014, ... en Normandie (primer informe: Le mystérieux docteur Godard, sobre NRJ 12 (traducción: 'Delitos en Normandía: El misterioso Dr. Godard').

## Ficción
Françoise Chandernagor escribió una serie de cuatro episodios que aparecieron en Le Figaro littéraire, el suplemento literario del periódico Le Figaro. Después de que se publicara el primer episodio en julio de 2000, la familia de Yves Godard prohibió la serie, dirigiéndose a un juez en Caen y argumentando que violaba el respeto a la vida privada garantizado en virtud del artículo 9 del Código Civil francés.